# Dateng
Dateng is een bestuurslaag in het regentschap Lamongan van de provincie Oost-Java, Indonesië. Dateng telt 1039 inwoners (volkstelling 2010).